# Brizio De Sanctis
Brizio De Sanctis, all'anagrafe Brizio Domenico De Santis (Calimera, 24 novembre 1863 – 1º gennaio 1951), è stato un politico italiano.

## Biografia
Laureato in lettere e filosofia a Napoli ha dedicato la sua vita all'insegnamento della lingua e della letteratura italiana nelle scuole superiori. È stato per 34 anni preside dell'Istituto Tecnico di Lecce. Aderisce al fascismo nel 1923 e per diversi anni ha fatto parte del direttorio del Partito Nazionale Fascista leccese. Messo a riposo per limiti di età, nel 1927 si trasferisce a Roma per seguire da vicino gli studi universitari dei quattro figli: Francesco, Giovanni, Luigi e Giuseppe. 
Nominato senatore nel 1939 per censo (Le persone che da tre anni pagano tremila lire d'imposizione diretta in ragione dei loro beni o della loro industria), dopo la caduta del fascismo non aderisce alla Repubblica Sociale Italiana e rischia l'arresto da parte dei tedeschi. È stato dichiarato decaduto dalla carica di senatore dall'Alta Corte di Giustizia per le Sanzioni contro il Fascismo con sentenza del 30 ottobre 1944.